# NGC 4273
NGC 4273 (również PGC 39738 lub UGC 7380) – galaktyka spiralna z poprzeczką (SBc), znajdująca się w gwiazdozbiorze Panny. Odkrył ją William Herschel 17 kwietnia 1786 roku. Należy do gromady w Pannie.
W galaktyce zaobserwowano dwie supernowe: SN 1936A i SN 2008N.